# Виленское сельское поселение
Виленское сельское поселение — муниципальное образование в Михайловском районе Рязанской области.
Глава муниципального образования: Козеев Алексей Николаевич (Дата избрания — 27.09.2013).
Границы сельского поселения определяются законом Рязанской области от 07.10.2004 N 86-ОЗ.

## Население
| 2010  | 2012  | 2013  | 2014  | 2015  | 2016  | 2017  |
| ----- | ----- | ----- | ----- | ----- | ----- | ----- |
| 1341  | ↘1328 | ↘1318 | ↘1266 | ↘1238 | ↘1220 | ↘1185 |
| 2018  | 2019  | 2020  | 2021  |       |       |       |
| ↘1152 | ↘1105 | ↗1136 | ↘1053 |       |       |       |

## Состав сельского поселения
| № | Населённый пункт    | Тип населённого пункта       | Население |
| - | ------------------- | ---------------------------- | --------- |
| 1 | Виленка             | село, административный центр | ↘1221     |
| 2 | Ждановка            | посёлок                      | ↗82       |
| 3 | Лобановские Выселки | село                         | ↗38       |